# لوون مورادوف
لوون مواردوف (فرانسوی: Léon Mouradoff‎؛ زادهٔ ۱۸۹۳ - درگذشته ۱۹۸۰) یک نقاش و مجسمه‌ساز ارمنی-فرانسوی بود.
وی به همراه معمار ارمنی-فرانسوی Mardiros Altounian آرامگاه ملکونیان نیکوکار ارمنی را طراحی نمود. این بنا جایگزین یادبود قدیمی شبکه‌ای چوبی شد که در سال ۱۹۵۶ افتتاح شده بود.

## زندگی‌نامه
مورادوف در سال ۱۸۹۳ در تفلیس به دنیا آمد و در گرجستان و کنستانتینوپل بزرگ شد. وی در سال ۱۹۲۶ به فرانسه نقل مکان نمود و زیر نطر Thénissen, Bourdelle, و Despiau آموزش دید.